# Régiments d'infanterie français d'Ancien Régime (W)
Cet article présente la liste des régiments d'infanterie français d'Ancien Régime, commençant par la lettre W.

## W
- Régiment de Waldebourg 

Ce régiment allemand de quatre enseignes qui est amené en 1558 en Picardie par le colonel Waldebourg dans le cadre de la onzième guerre d'Italie est licencié la même année.
- Régiment de Waldner 

C'est l'ancien régiment de Wittmer, qui est renommé « régiment de Waldner » en 1757 et qui prend le nom de régiment de Vigier en 1783.

Régiment de Waldner
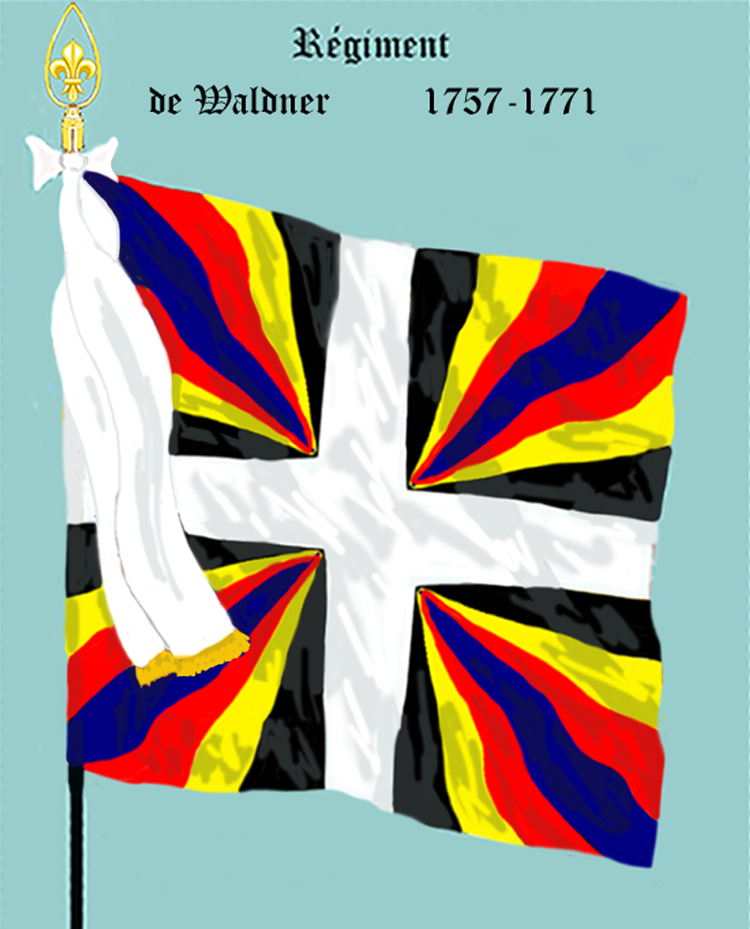
de 1757 à 1771
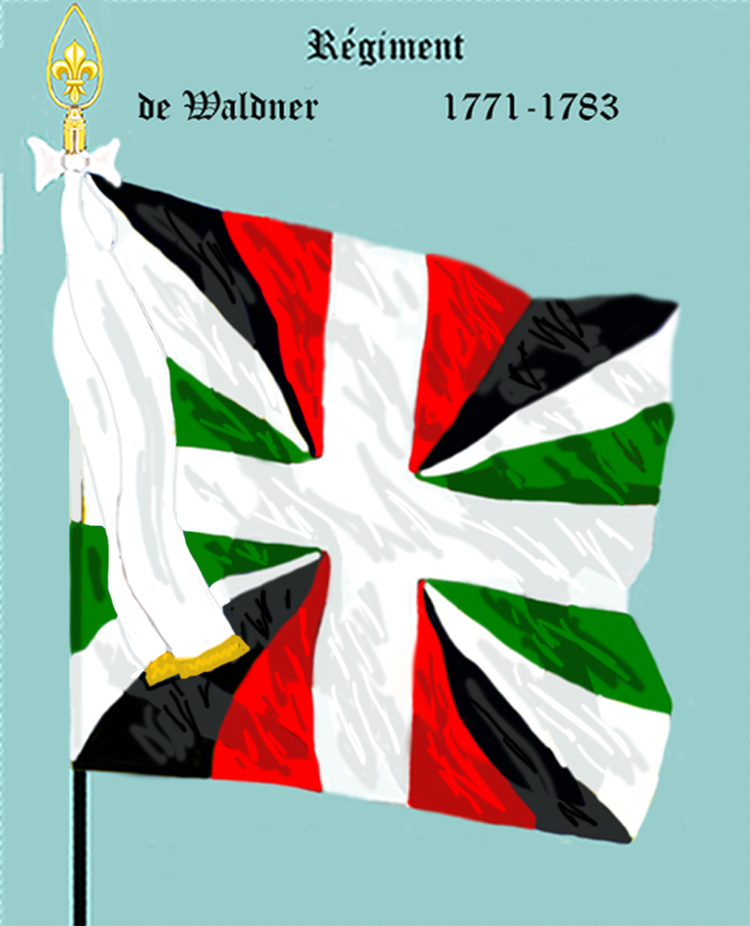
de 1771 à 1783

- Régiment de Wall (1640-1645) 

Ce régiment irlandais, commandé par le colonel Edmond Robert de Wall est admis au service de la France le 9 février 1640. Il sert en Lorraine et en Allemagne et reçoit le renfort du régiment de Blyn en 1641 qui lui est incorporé. Il est incorporé en 1645 dans le régiment de Coosle.
- Régiment de Wall (1645-1663) 

C'est l'ancien régiment irlandais de Coosle, qui, après avoir été donné à Edmond Robert de Wall est renommé régiment de Wall le 7 juin 1645. Il se trouve à la bataille de Nordlingen et au siège de La Mothe en 1645. Rentré d'Allemagne en 1649, il participe à la bataille de Rethel en 1650 où son colonel y est tué. Il prend le nom de régiment de Castelnau-Mauvissière après avoir été donné le 23 décembre 1650 à Jacques, marquis de Castelnau-Mauvissière. Il reprend le nom de « régiment de Wall » après avoir été donné en septembre 1651 à un autre membre de la famille de Wall. Le régiment passe en Lorraine et effectue les campagnes de 1652 à 1658 en Picardie. Le régiment est licencié en 1663.
- Régiment de Walsh 

C'est l'ancien régiment de Roscommon, qui est renommé « régiment de Walsh » le 11 avril 1770 après avoir été donné à Antoine Joseph Philippe, comte Walsh de Serrant. Le 26 avril 1775 le régiment de Walsh est incorporé dans la Légion de Dauphiné. Le 24 novembre 1776, après le licenciement de la Légion de Dauphiné, l'infanterie de cette Légion redevient le régiment de Walsh. Ce régiment est devenu sous la Révolution le 92e régiment d'infanterie de ligne.
.

Régiment de Walsh
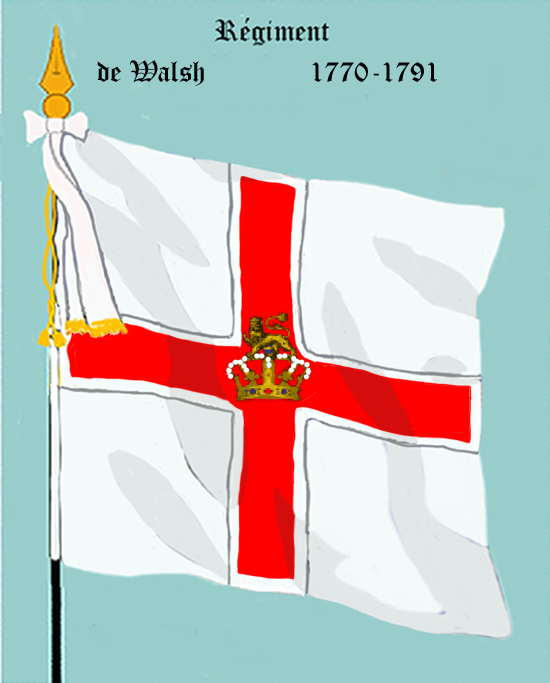
de 1770 à 1791

- Régiment de Watrouville

C'est l'ancien régiment allemand de Batilly, qui, après avoir été donné à N. de Watrouville est renommé régiment de Watrouville en 1646. Il est licencié en 1649.
- Régiment de Watteville 

Ce régiment suisse, sous le commandement du colonel, Jean François de Watteville, de Berne, est admis au service de France en février 1642 pour participer à la guerre de Trente Ans. Il participe à la bataille de Rocroi en 1643, au siège de Gravelines en 1644, au siège de La Mothe en 1645 et au siège de Dunkerque en 1646. Il prend le nom de régiment de Diesbach après avoir été donné en 1646 à Albert de Watteville de Diesbach.
- Régiment de Wauchopp 

C'est l'ancien régiment de Bourke (1694-1698), qui est renommé « régiment de Wauchopp » après avoir été donné le 20 mars 1715 à Francis Wauchopp. Le régiment passe le 8 juin 1715 au service de l'Espagne.
- Régiment de Weinley 

Ce régiment wallon passe le 1er février 1707 de la solde de l'Espagne à celle de France. Sous le commandement du colonel N. Weinley, il est engagé dans la guerre de Succession d'Espagne et sert dans l'armée de Flandre. Il prend le nom de régiment d'Hamat après avoir été donné en 1709 à N. d'Hamat.
- Régiment de Wittmer 

C'est l'ancien régiment d'Affry (1714-1734), qui est renommé « régiment de Wittmer » en 1734 et qui prend le nom de régiment de Waldner en 1757.

Régiment de Wittmer
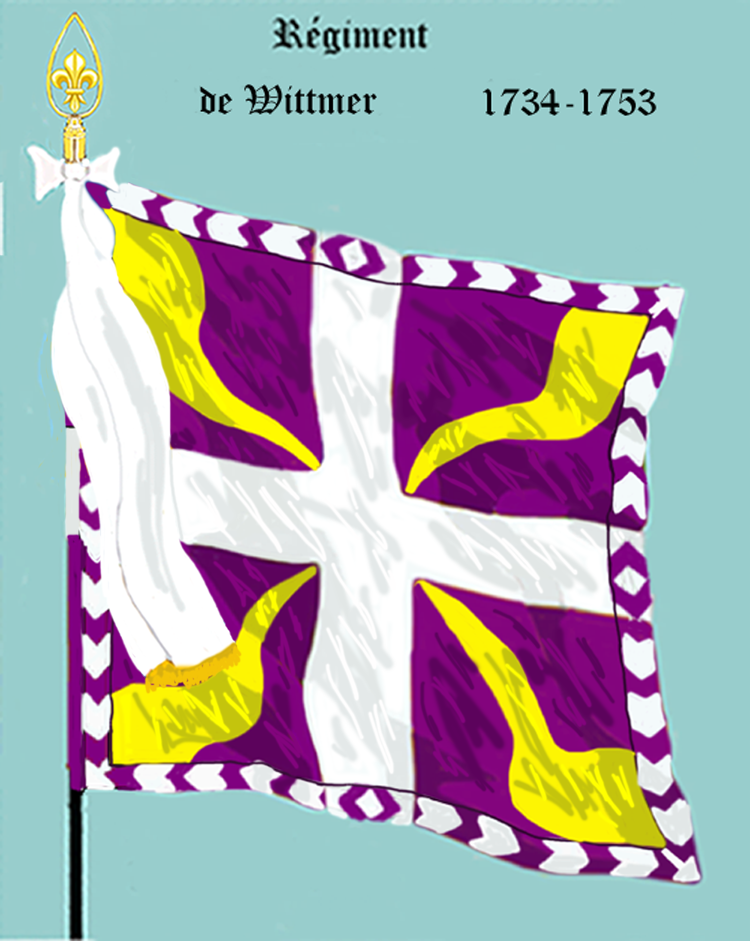
de 1734 à 1753
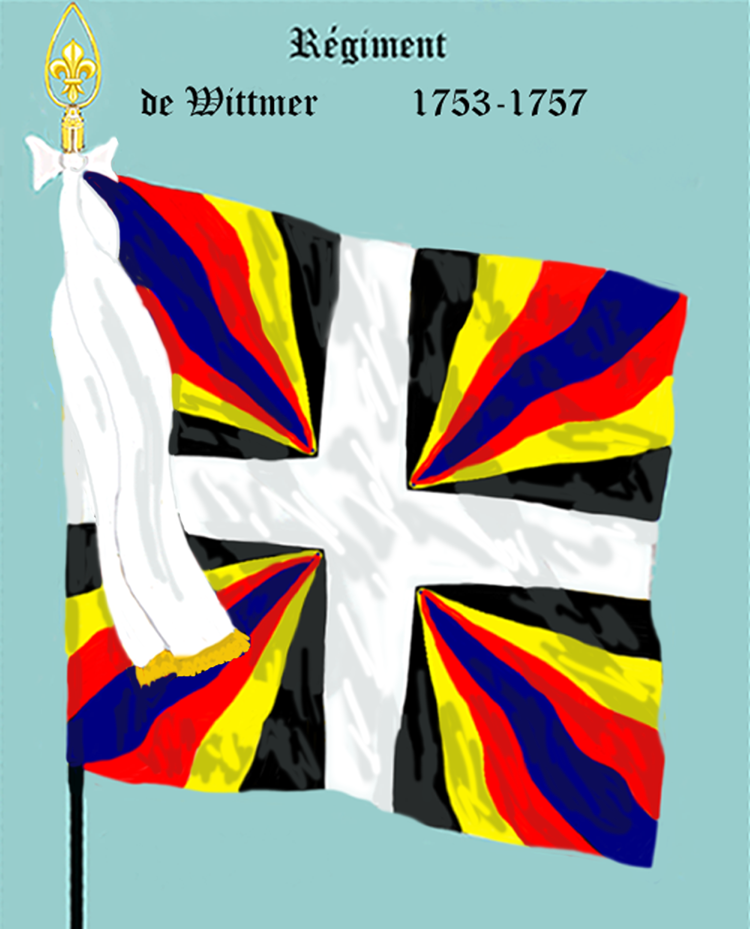
de 1753 à 1757

- Régiment de Wumbrand 

Ce régiment allemand est admis à la fin de 1636 au service de la France. Il participe à la prise de Belfort et est congédié la même année.